# Desmocladus glomeratus
Desmocladus glomeratus là một loài thực vật có hoa trong họ Restionaceae. Loài này được K.W.Dixon & Meney mô tả khoa học đầu tiên năm 1996.